# そら (平原綾香のアルバム)
『そら』は、2007年1月31日にドリーミュージックよりリリースされた日本の歌手平原綾香の5作目のアルバム。

## 解説
「そら」（空）をモチーフとした曲で構成され、収録曲は日本、韓国、カナダ、アメリカ合衆国、イタリア、スウェーデンの計6カ国のアーティストが作曲している。
このアルバムには「初回限定盤」(MUCD-1155)と「通常盤」(MUCD-1160)があり、前者にはボーナストラックとしてカバー曲「Come on a my house」のライブバージョンが収録されている。

## 収録曲
1. Voyagers
作詞:平原綾香 / 作曲:内池秀和 / 編曲:沢田完
NHK「ダーウィンが来た! 〜生きもの新伝説〜」テーマソング
2. Wall
作詞:松井五郎 / 作曲:HITVISION＆小松清人 / 編曲:HITVISION
3. 感謝
作詞:もりちよこ / 作曲:ユ・ヘジュン / 編曲:西脇辰弥
「ゼクシィ」スペシャルソング。初のデジタルシングル。
4. Everyday
作詞:平原綾香 / 作・編曲:A.Sturmer
5. しあわせ
作詞:松井五郎 / 作曲:A.Gagnon / 編曲:島健
6. 夢暦
作詞・作曲:川江美奈子 / 編曲:竹下欣伸
7. Gradation
作詞:松井五郎 / 作・編曲:A.Sturmer
8. CHRISTMAS LIST
作詞・作曲:D.Foster・L.Thompson / 訳詞:吉元由美 / 編曲:YANAGIMAN / 弦編曲:島健
9. シチリアーナ
作詞:平原綾香 / 作曲:O.Respighi / 編曲:沢田完
「Jupiter」同様、クラシック曲をモチーフに作られたもの
10. そら
作詞:松井五郎 / 作・編曲:キヨシ小林
11. Come on a my house (LIVE)
作詞・作曲:Adam/Ross/Carol Bagdasarian・W.Saroyan
初回限定盤のみ。2006年6月13日「Ayaka Hirahara Live Tour 2006 "4つのL" at 日本武道館」にて収録のローズマリー・クルーニーのカバー曲。同曲に続けて秘密トラック(そら (Ukulele ver.))も収録されている。